# Turnera fernandezii
Turnera fernandezii är en passionsblomsväxtart som beskrevs av Arbo. Turnera fernandezii ingår i släktet Turnera och familjen passionsblomsväxter. Inga underarter finns listade i Catalogue of Life.